# Benjamín Villafañe
Benjamín Villafañe Bazán (San Miguel de Tucumán, 30 de marzo de 1819 - San Salvador de Jujuy, 6 de junio de 1893) fue un militar, escritor y político argentino, líder del partido unitario y gobernador de su provincia.

## Su carrera militar
Hijo de José Antonio Villafañe Santa Ana y su segunda esposa doña Ana Maria Bazán Álvarez, se educó en su ciudad natal.
El 13 de septiembre de 1837 fue uno de los escasos sobrevivientes del combate de Santa Bárbara, en Humahuaca, entre las milicias jujeñas y las fuerzas de la Confederación Perú-Boliviana comandadas por el mariscal Andrés de Santa Cruz.
En 1839 se unió a la Asociación de Mayo en San Juan, donde estableció vínculos con Domingo Faustino Sarmiento (quien lo menciona en su libro autobiográfico Recuerdos de provincia), Antonino Aberastain, Cortínez, de la Rosa, Saturnino Laspiur, Manuel José Quiroga de la Rosa y otros. De regreso a Tucumán formó con Marco Avellaneda la filial tucumana de la Asociación, y se dedicó a apoyar desde la prensa la acción política del ministro Avellaneda y a la Coalición del Norte. Allí redactó su primer escrito público, "Rápida ojeada sobre la pasada época", opúsculo donde criticaba las políticas del caudillo tucumano Alejandro Heredia.
Cuando a fines de 1840 la ciudad de Córdoba cayó en manos de los unitarios, se trasladó hasta allí, donde conoció al general Juan Lavalle. Lo acompañó durante la campaña de La Rioja y redactó sus proclamas hasta que este regresó a Tucumán.
Durante la campaña del general Lamadrid - quien lo recuerda elogiosamente en su Memorias - integró sus filas como secretario y comisario de guerra, siendo ascendido al grado de coronel. Fue ministro del gobierno intruso de Lamadrid en Mendoza, y lo acompañó en la batalla de Rodeo del Medio.

## El exilio
Emigró con el derrotado Lamadrid a Chile y luego volvió a Salta, con la intención de unirse a Lavalle. A los pocos días, este moría en un confuso incidente en la ciudad de Jujuy. Como relata en sus Memorias, se encontraba camino a Bolivia cuando en el puerto de Cobija se enteró de la muerte de Lavalle. En Bolivia fue profesor de geografía y de francés en el Colegio de La Paz. Desde el periodismo se dedicó a atacar al gobernador porteño Juan Manuel de Rosas. En 1844 fue secretario de Wenceslao Paunero en la Comisión Oriental de Bolivia.
Viajó a Lima, donde pretendía curarse una grave enfermedad ocular. Como había atacado al gobierno peruano en El Mercurio de Chile y se trenzó en duelo con un oficial peruano, el gobierno del Perú lo arrestó. Fue acusado de ser espía del presidente boliviano José Balliviány debía ser expulsado hacia Ecuador.
Villafañe se fugó a Chile, pero como fracasó en sus aspiraciones de dirigir la Comisión Argentina, regresó a La Paz, donde enseñó en el Colegio, escribió en la prensa y editó por el mismo medio algunas obras de literatura romántica. También se dedicó a la explotación de la quinina medicinal.

## Gobernación en Tucumán
Regresó en 1853 a Jujuy, donde se lo eligió senador nacional suplente. Esto no gustó a Villafañe, que decidió trasladarse a Salta, donde publicó Caudillos y Principios, un alegato a favor de la democracia y del liberalismo.
Fue nombrado teniente de gobernador - es decir, algo más que intendente o "jefe político", como se decía entonces - en Orán. Escribió un libro optimista sobre las posibilidades de esa región y sobre la navegabilidad del río Bermejo, Orán y Bolivia a Orillas del Bermejo. Apoyó una empresa de colonización en esa zona, pero el clima y la lejanía a los mercados no permitieron que tuviera éxito. Por un tiempo fue secretario de los gobernadores Dionisio Puch y Martín Güemes y Puch, de Salta, y volvió a Orán como teniente de gobernador.
En 1860 fue senador nacional por Jujuy. Se unió a los amigos del gobierno porteño, y redactó el diario El Nacional Argentino en Paraná. También fundó el Instituto Histórico y Geográfico de esa ciudad.[cita requerida]
En noviembre de 1860 viajó a Tucumán, donde fue nombrado ministro del gobernador Salustiano Zavalía. Allí se pronunció activamente en favor de los porteños, acusando al presidente Santiago Derqui de haber participado en el asesinato de Antonino Aberastain; se olvidaba de las muertes de Nazario Benavídez y José Antonio Virasoro, asesinados por sus amigos unitarios.
En agosto de ese año renunció Zavalía, por haber fracasado en solucionar la crisis interna en Santiago del Estero, y en su lugar fue elegido gobernador Villafañe.
Su gobierno fue breve y no alcanzó a tomar casi ninguna medida de gobierno: sólo se pudo ocupar de la invasión que le llevó el catamarqueño Octaviano Navarro, entre cuyas fuerzas venía el caudillo federal tucumano Celedonio Gutiérrez. Sus fuerzas fueron derrotadas en El Manantial y debió huir hasta Orán. Desde allí envió su renuncia, dejando el poder en manos del federal Juan Manuel Terán.
Tras conocerse el resultado de la defección de Urquiza en la batalla de Pavón, regresó a Tucumán bajo la protección de las fuerzas porteñas y santiagueñas de Marcos Paz y del caudillo unitario tucumano, el cura José María del Campo. Este fue elegido gobernador y Villafañe fue su ministro; y dos años más tarde este lo hizo elegir senador nacional.

## Sus últimos años en Tucumán, Salta y Jujuy
Cuando en 1864 el gobierno nacional creó el Colegio Nacional de Tucumán, su organizador Uladislao Frías propuso su nombramiento como primer rector. Con el apoyo del gobernador José Posse, Villafañe obtuvo que la Legislatura le hiciera cesión del edificio del Colegio San Miguel. Tuvo graves dificultades en conseguir la nómina mínima de tres profesores con que debían comenzar las actividades y se hizo personalmente cargo de la cátedra de Filosofía. Para obtener los alumnos debió publicar repetidos avisos en el periódico local, pudiendo finalmente iniciar sus actividades, con 12 alumnos internos y 61 externos, el 1.o de marzo de 1865.
En 1870 volvió a ser senador, y colaboró en el diario La Tribuna, órgano semioficial del Partido Autonomista. Pero su actitud ambigua ante la revolución de 1874 lo dejó en una situación muy incómoda.
Falto de apoyo económico, quebró y se refugió en Orán. En 1876 se estableció en Colonia Rivadavia, un caserío en medio del Chaco salteño, que actualmente es la cabecera de un departamento (pero que nunca progresaría). Intentó nuevamente alguna forma de navegación del río Bermejo. No obstante sus esfuerzos y los de otros pioneros, la navegación comercial del Bermejo nunca se logró, porque es un río de llanura, de cauce cambiante, y por lo mismo resulta imposible que tenga profundidad constante. Por otro lado, se trata de un río pequeño y largo, que cruza un desierto.
Vencido por la naturaleza, regresó a la civilización en 1880, como rector del Colegio Nacional de Jujuy. En 1890 publicó sus "Reminiscencias Históricas", valiosa obra histórica donde registra sus recuerdos de la época de la Liga del Norte.
Su hijo, también llamado Benjamín Villafañe, fue gobernador radical durante la presidencia de Alvear, encarnecido opositor a Yrigoyen y varias veces diputado y senador.